# Centre pénitentiaire Lledoners
Le centre pénitentiaire Lledoners est une prison située dans la commune de Sant Joan de Vilatorrada, en Catalogne centrale.

## Présentation
Le centre pénitentiaire a ouvert en 2008. Il fait partie des centres pénitentiaires de la généralité de Catalogne. Il a été conçu pour accueillir 750 détenus (hommes adultes). Comme dans une ville, le centre est organisé en zones permettant aux détenus de vivre comme dans la vie quotidienne. Ce sont des modules appelés de vie ordinaires, où ils dorment – en cellules doubles, pour la plupart – et disposent de services de base (salles de formation, bibliothèque, économat, coiffeur, ateliers, salles à manger, salons, gymnases, parloirs...). Chacun des huit modules de vie ordinaires du centre peut fonctionner indépendamment des autres. Le centre a un personnel de plus de 400 personnes.